# Louis de Flers
Tras la ejecución de Luis XVI de Francia (21 de enero de 1793), Manuel Godoy, hombre fuerte del gobierno español, firmó con el Reino de Gran Bretaña su adhesión a la Primera Coalición contra Francia.
Nombrado general del Ejército de los Pirineos, durante la Guerra del Rosellón, fue el encargado de recuperar los territorios roselloneses perdidos a manos de los españoles, comandados por el general Antonio Ricardos, conde de La Unión. Reorganizó el ejército y lo reforzó, debilitado como estaba por los incesantes ataques inútiles contra posiciones fortificadas de los españoles durante el periodo anterior. Entre el 28 de abril y el 1 de mayo de 1794 venció definitivamente en la batalla del Voló sobre los españoles dirigidos por el conde de la Unión, y aseguró la reconquista del Rossellón. Port Vendres, defendido por 400 franceses realistas de la legión Panetier, también cayó. A continuación, pasó a la ofensiva a la otra banda de los Pirineos, y tomó San Lorenzo de la Muga. Murió el 18 de noviembre durante la batalla de Roure, como consecuencia de una bomba española que cayó en su punto de observación, establecido en la montaña de Mont-roig.Escribió en sus memorias, Mémoire sur la Catalogne (1794), que siempre creyó en la anexión de Cataluña, y escribe: «Le catalan est brave, actif, laborieux, ennemi de l´Espagne. Il a toujours aimé la liberté.»<ref>